# ウツミ屋証券
ウツミ屋証券株式会社は、日本の元証券会社。現社名は株式会社ウツミ屋（ウツミヤ）。1949年（昭和24年）創業。証券会社時代は、日本証券業協会加盟、中国財務局長（金商）第1号。

## 概要

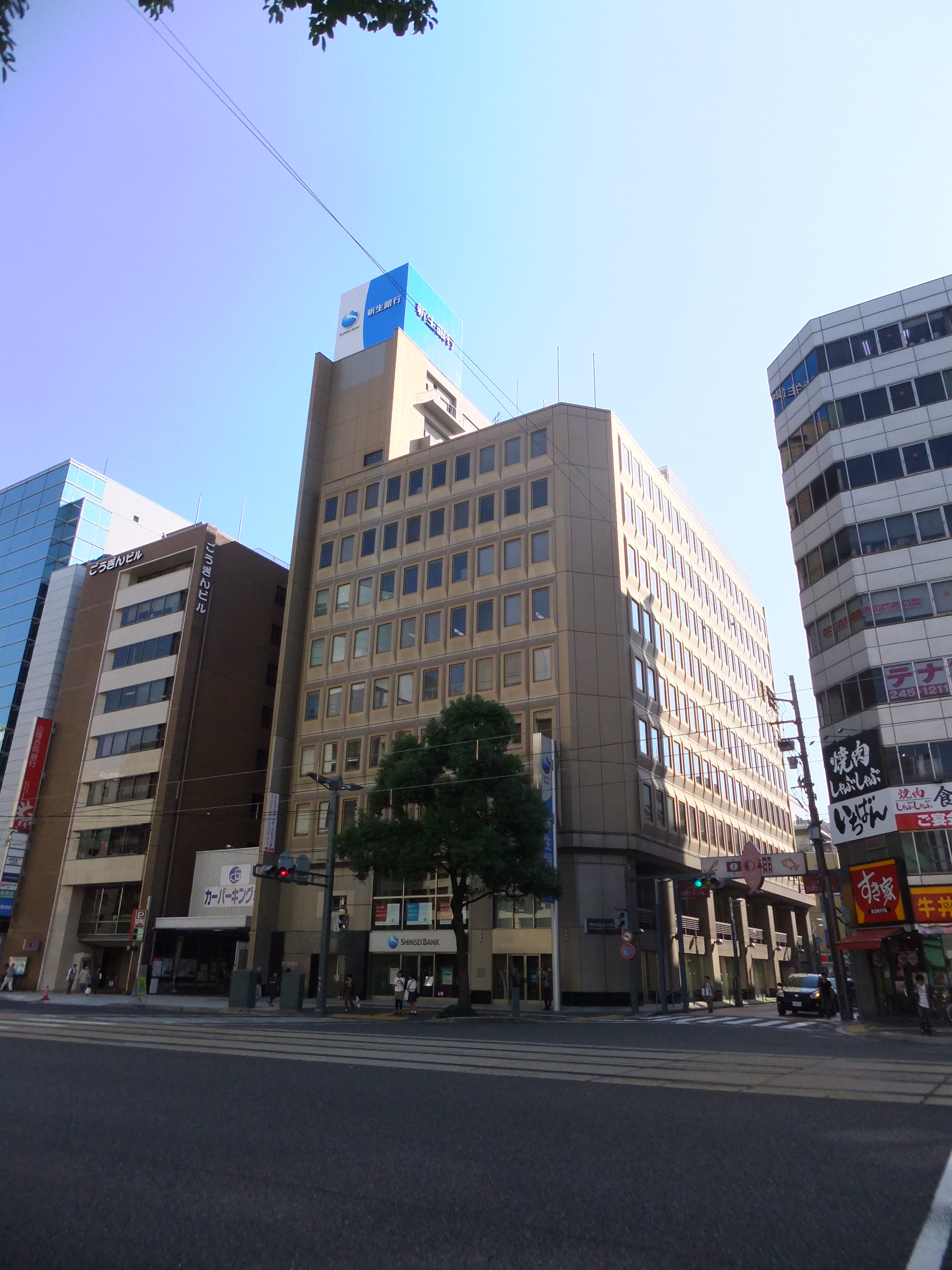
NREG広島立町ビル内に本社を置いていた

1997年（平成9年）に経営破綻した山一証券と親密な証券会社で、発注システムに山一の物を使用したり、一時期ウツミ屋の株式を5%所有、1984年（昭和59年）の山一系証券会社統合による太平洋証券成立で余剰となった東証会員証の取得の斡旋など行っていた。東証会員証についてはメリルリンチと争いになり、外交問題にもなった。
2008年（平成20年）に広島銀行との共同子会社ひろぎんウツミ屋証券（現・ひろぎん証券）が設立されるまでは、リテール業務を行い支店網を有していたが、分離以降、有価証券の自己売買やひろぎんウツミ屋証券の顧客・機関投資家からの売買注文の受託業務、所有する不動産の運用が主な業務になっている。
ひろぎんウツミ屋証券成立に関して救済的要素はなく、広島銀行の顧客を活用した拡販を目的として行われ、当時の出資は人員や営業権などの現物出資で行われている。また、ひろぎんウツミ屋証券の店舗は、ウツミ屋証券所有の不動産を使用している。
本支店網は、広島本社の他に東京都に東京本部を展開している。

## 沿革
- 1949年（昭和24年）
  - 5月25日 - 打海繁によりウツミ屋証券株式会社創業（広島市銀山町9番地、資本金300万円）[8][9][10]。
  - 6月 - 広島証券取引所に正会員として加入[8][10]。
- 1963年（昭和38年）12月 - 本店を広島市紙屋町2丁目に移転[9]（現・広島アンデルセン仮店舗。証券会社時代の金庫をワイン庫に流用している）。
- 1967年（昭和42年）10月 - 備南証券・中国証券・小野証券の営業権を譲受[9][10]。
- 1968年（昭和43年）1月 - 芦品証券を合併[9][10]。
- 1985年（昭和60年）4月 - 東京証券取引所に正会員として加入[9][10]。
- 1987年（昭和62年）4月 - 大阪証券取引所に正会員として加入[8][9][10]。
- 1997年（平成9年）11月 - インターネット取引開始[9][10]。
- 時期不詳 - 本社を現・ひろぎん証券本社に移転。
- 2000年（平成12年）10月 - コールセンター取引開始[10]。
- 2006年（平成18年）2月 - 東京金融先物取引所に会員として加入、為替証拠金取引を開始[10]。
- 2007年（平成19年）
  - 7月9日 - 広島銀行と共同出資で証券会社を設立することに同意[10]。
  - 7月25日 - 資本金5000万円で『ウツミ屋株式会社』を設立[11]。
- 2008年（平成20年）1月1日 - 会社分割により、リテール業務をひろぎんウツミ屋証券に移管する[8]。
- 時期不詳 - 本社を現在地に移転。
- 2017年（平成29年）
  - 1月26日 - ウツミ屋証券所有分のひろぎんウツミ屋証券の株式全てを広島銀行に売却することを発表[12]。
  - 6月1日 - ひろぎんウツミ屋証券の所有株式全てを広島銀行に売却[8]。
- 2020年（令和2年）3月31日 - 金融商品取引業を廃止[13] し、商号を「株式会社ウツミ屋」と変更。